# Dynamena dalmasi
Dynamena dalmasi är en nässeldjursart som först beskrevs av W. Versluys 1899.  Dynamena dalmasi ingår i släktet Dynamena och familjen Sertulariidae. Inga underarter finns listade i Catalogue of Life.